# تلمي إلياهو
تلمي إلياهو (بالعبرية: תַּלְמֵי אֵלִיָּהוּ‏) هي مستعَمرة تقعُ تحت سيطرة الاحتلال الإسرائيلي، وتُعد بمثابة موشاف (قرية زراعيّة) للمستوطنين الإسرائيليين الذين يعيشون في البلدة المحتلَّة. تقعُ هذه المستوطنة في جنوب إسرائيل في منطقة هيفيل أشكول في شمال غرب صحراء النقب ضمن اختصاص مجلس إشكول الإقليمي. بلغ عدد سكّان المستوطنة بحسبِ إحصاء عام 2019 ما مجموعه 302 مستوطنًا ومستوطنة.
تأسَّست هذه المستعمَرة في عام 1970 على يد مهاجرين من فرنسا قدموا عقبَ الاحتلال الإسرائيلي لفلسطين، وسُميّت باسم إلياهو كراوز على اسم الرئيس السابق لمدرسة ميكفيه إسرائيل الزراعية. تأسَّست المستوطَنة على شكل قرية زراعيّة (موشاف) وأصبحت منطقة عماليّة في عام 1974. بسببِ قرب هذه المستعمَرة الإسرائيلية من قطاع غزة، فإنها عادةً ما تكون هدفًا لفصائل المقاومة الفلسطينية من خلالِ الرشقات الصاروخيّة.

## طوفان الاقصى 2023
تعرّضت في تشرين الأول/أكتوبر 2023 لعمليّة اقتحامٍ من قِبل عناصر كتائب الشهيد عز الدين القسام خلال عملية طوفان الأقصى، ثم تعرّضت في وقتٍ لاحقٍ من هذه العمليّة لرشقات صاورخيّة مكثفة تسببت في مقتلِ عددٍ من المستوطنين وجرحِ آخرين.